# Camptoptera brunnea
Camptoptera brunnea is een vliesvleugelig insect uit de familie Mymaridae. De wetenschappelijke naam is voor het eerst geldig gepubliceerd in 1933 door Dozier.